# Pfälzer Höhenweg
Der Pfälzer Höhenweg im Nordpfälzer Bergland ist mit 112 km Länge und sieben ausgewiesenen Tagesetappen der drittlängste Prädikatswanderweg – nach dem Pfälzer Weinsteig und dem Pfälzer Waldpfad – in der Pfalz (Rheinland-Pfalz). Eröffnet wurde der Fernwanderweg im Herbst 2010. Ein Jahr danach, im September 2011, erhielt er seine Prämierung als Prädikatswanderweg.

## Verlauf
Der Pfälzer Höhenweg führt in einem Halbkreis zunächst nördlich um den Donnersberg, den höchsten Berg des Nordpfälzer Berglands und der gesamten Pfalz, dann durch die Bachtäler nordwestlich des Bergmassivs. Ausgangspunkt im Osten ist Winnweiler, Endpunkt im Westen der Bahnhof Wolfstein. Die im Frühjahr 2011 eröffnete Wanderroute verläuft gänzlich innerhalb des Nordpfälzer Berglands. Sein Wegezeichen/Logo ist wie das der beiden anderen Wege ein in einem quadratischen Feld angedeuteter Berghang mit den Besonderheiten Farbe Blau/Weiß und stilisierte Wolke und eingeschriebenem Wegenamen. Vom Stahlberg bis Obermoschel verläuft er gemeinsam mit dem Fernwanderweg Nahegau-Wasgau-Vogesen.

## Charakteristik
Der Wanderweg erschließt mit seinen Steigungs- und Gefällstrecken eine der wesentlichen touristischen Attraktionen der Pfalz, das großflächig bewaldete Mittelgebirge des Nordpfälzer Berglands. So kommen 3300 Höhenmeter bergan und 3200 bergab zustande; der tiefste Punkt liegt mit 148 Meter in der Kleinstadt Meisenheim und der höchste mit 687 Meter auf dem Gipfel des Donnersbergs. Anschließend verläuft der Wanderweg zum Teil durch die Täler von Alsenz, Moschel, Glan und Lauter, die zum System des Rheinzuflusses Nahe gehören.

## Stationen und ausgewählte Sehenswürdigkeiten
Für die gesamte Wanderung werden sieben Etappen mit einer Länge zwischen knapp 12 und gut 22 km empfohlen. Stationen und Sehenswürdigkeiten werden teilweise ausführlicher durch verschiedene Interessenverbände behandelt.
|    | Start        | Ziel         | Streckenlänge (km) | Stationen |
| 1. | Winnweiler   | Dannenfels   | 16,6               | Kreuzkapelle, Imsbach, Besucherbergwerk Weiße Grube |
| 2. | Dannenfels   | Bastenhaus   | 15,2               | Donnersberg-Gipfel, Keltenwall, Ludwigsturm und Sender Donnersberg, Burgenring um das Bergmassiv mit Falkenstein sowie Tannenfels, Wildenstein und Hohenfels |
| 3. | Bastenhaus   | Rockenhausen | 15,6               | Burgruine Ruppertsecken, Turmuhrenmuseum |
| 4. | Rockenhausen | Obermoschel  | 19,6               | Ruine der „Moschellandsburg“ |
| 5. | Obermoschel  | Meisenheim   | 12,9               | Historischer Stadtkern von Meisenheim |
| 6. | Meisenheim   | Lauterecken  | 15,3               | Ehemalige Schule Lohnweiler |
| 7. | Lauterecken  | Wolfstein    | 22,2               | Schloss Lauterecken, Burgen Alt-Wolfstein und Neu-Wolfstein                                                                                                  |

Sehenswürdigkeiten
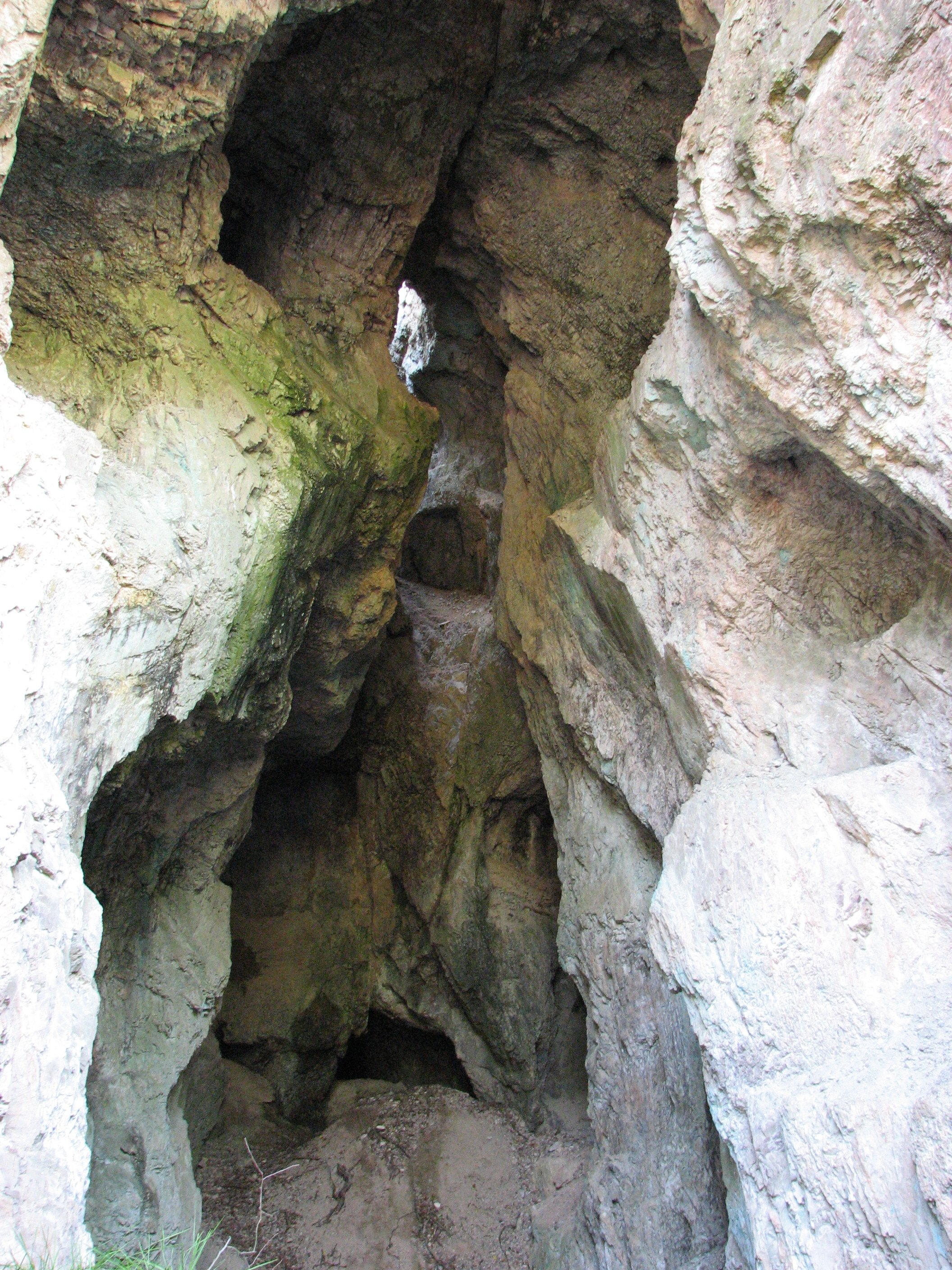
Weiße Grube Imsbach
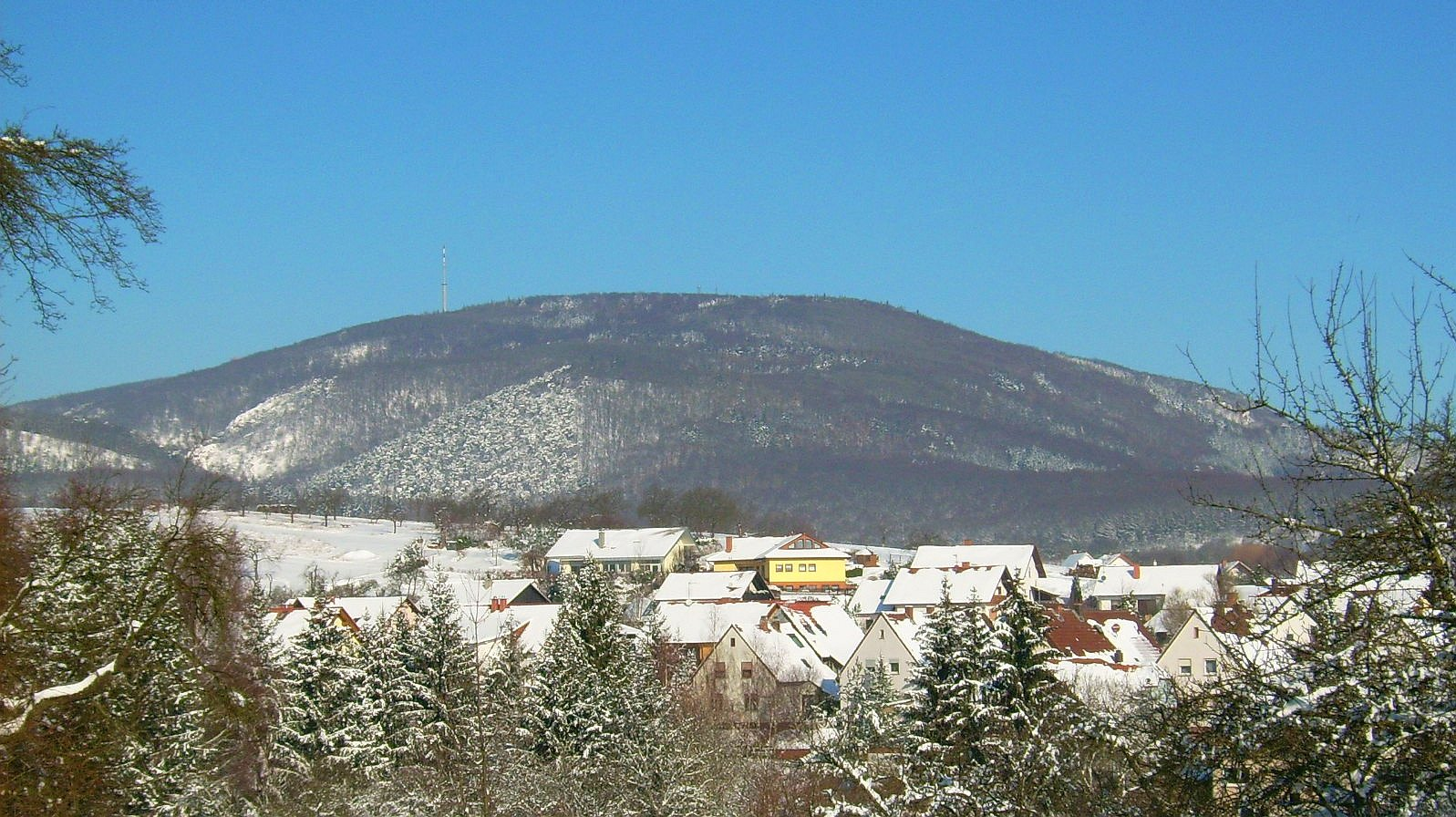
Donnersberg von Steinbach aus
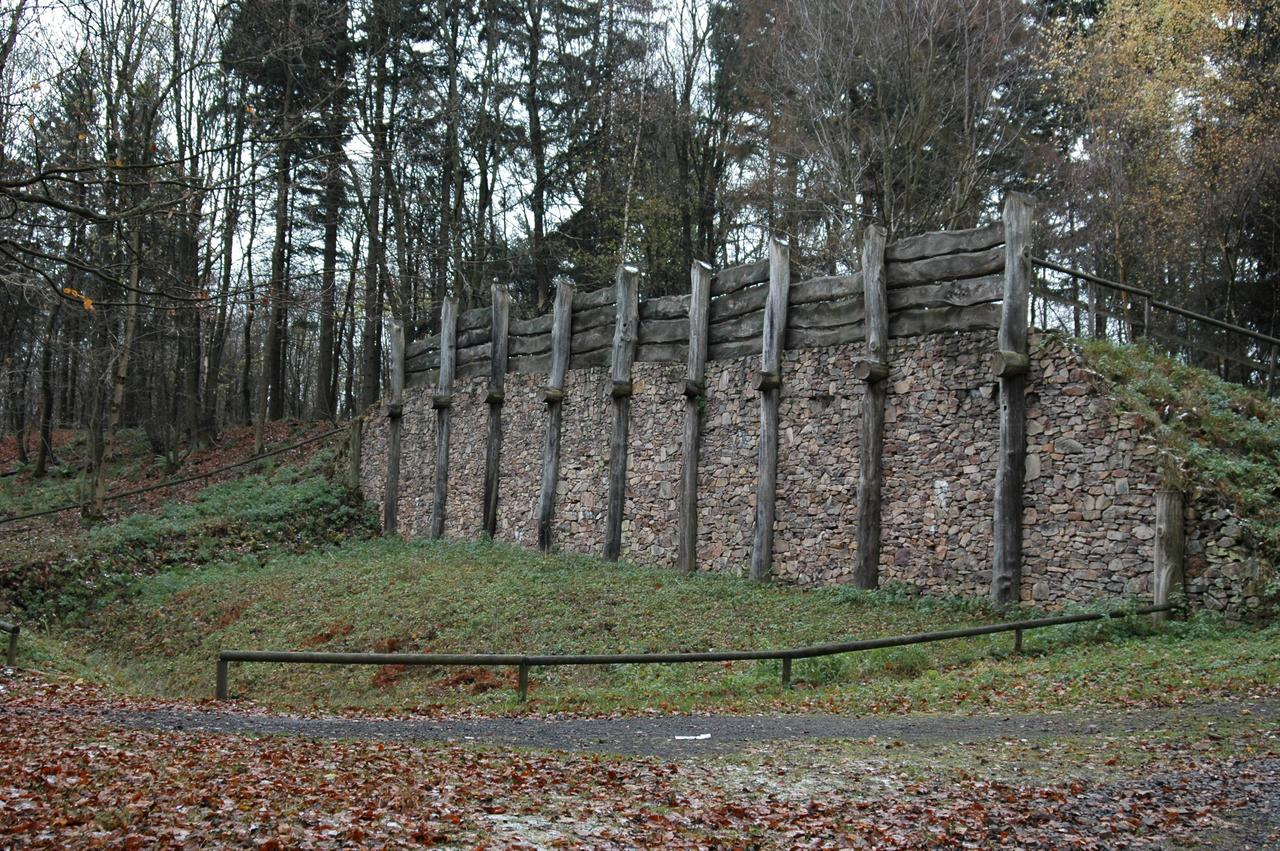
Keltenwall auf dem Donnersberg
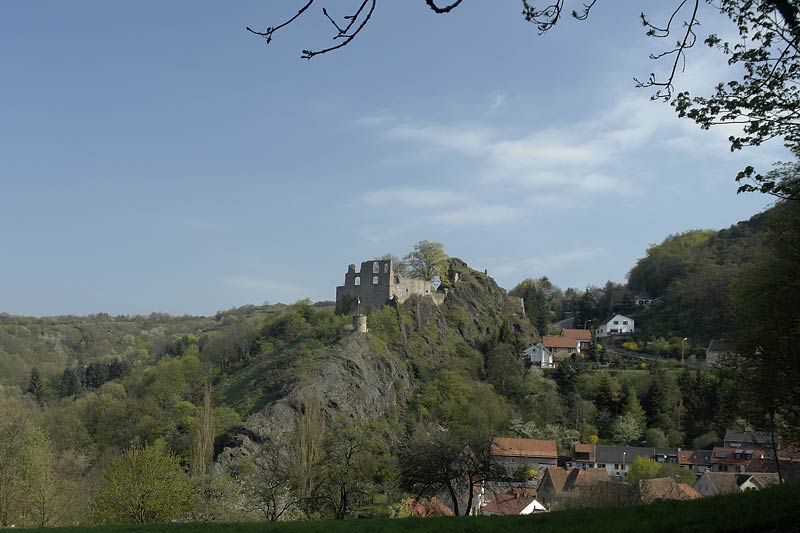
Burg Falkenstein am Donnersberg
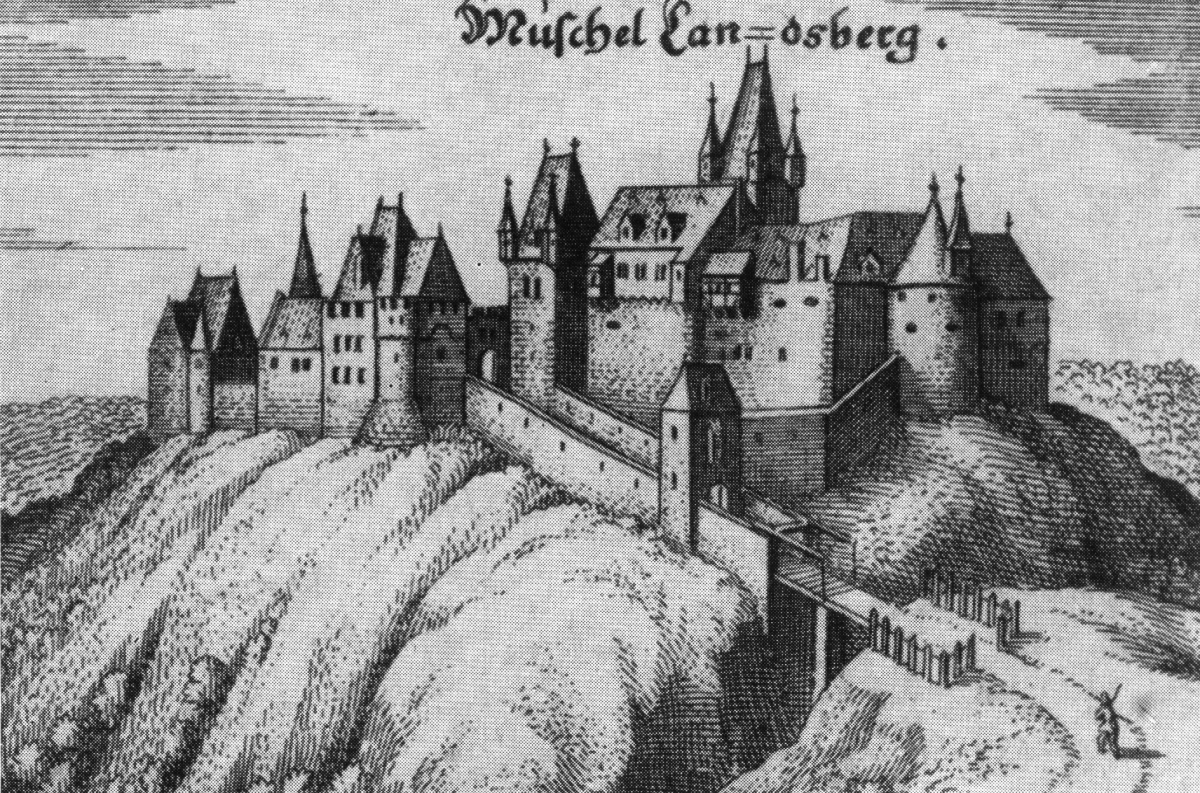
„Moschellandsburg“ im 17. Jahrhundert
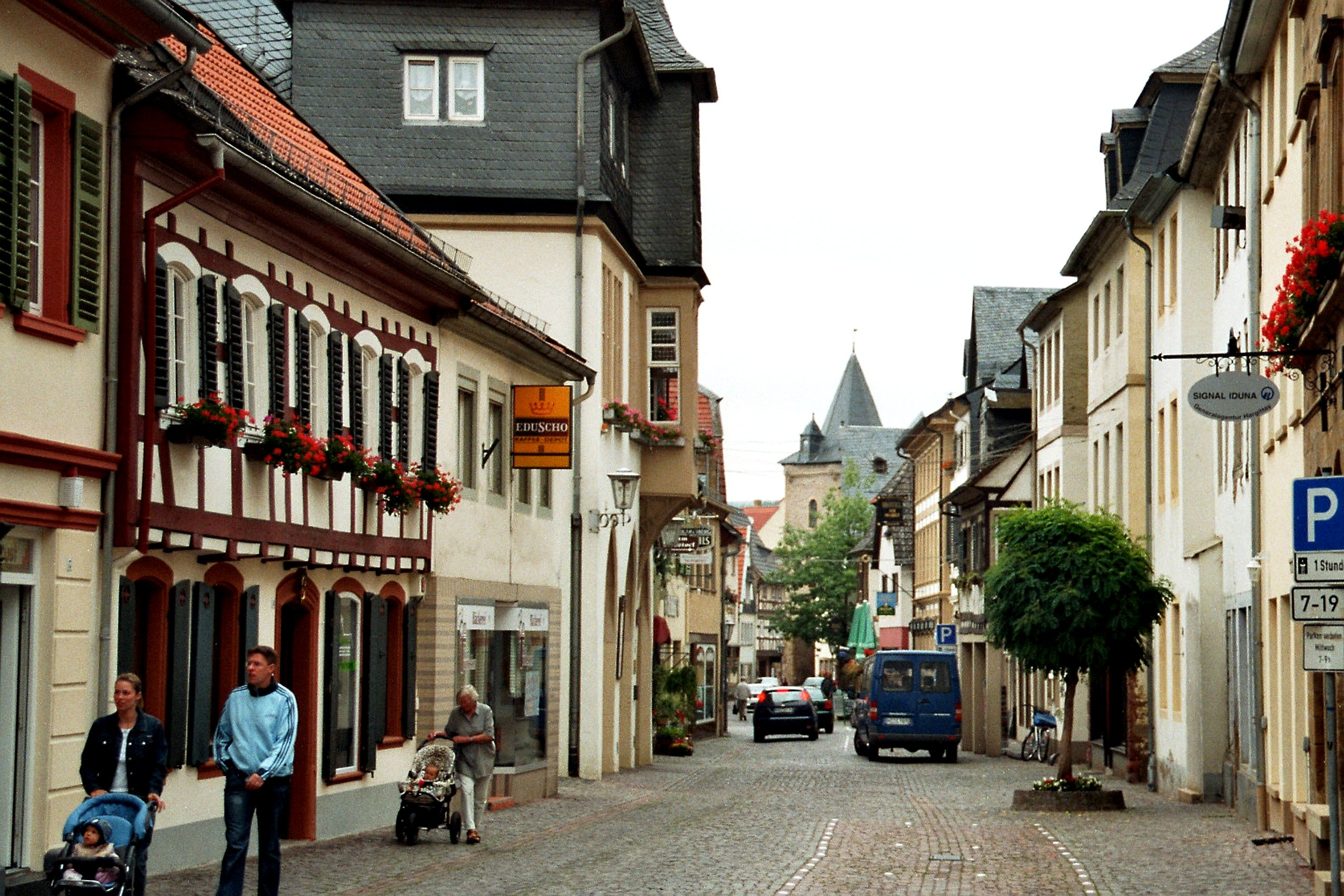
Meisenheims historische Altstadt
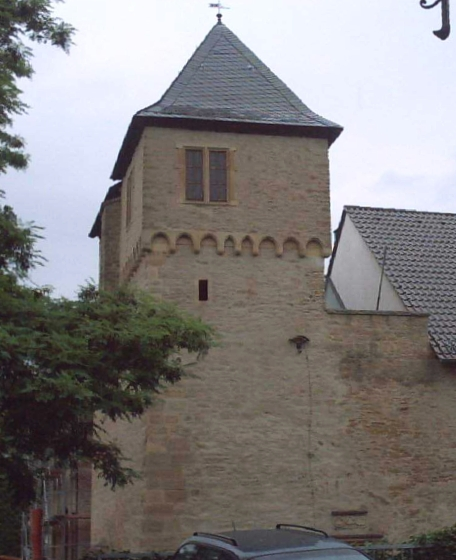
Schloss Lauterecken
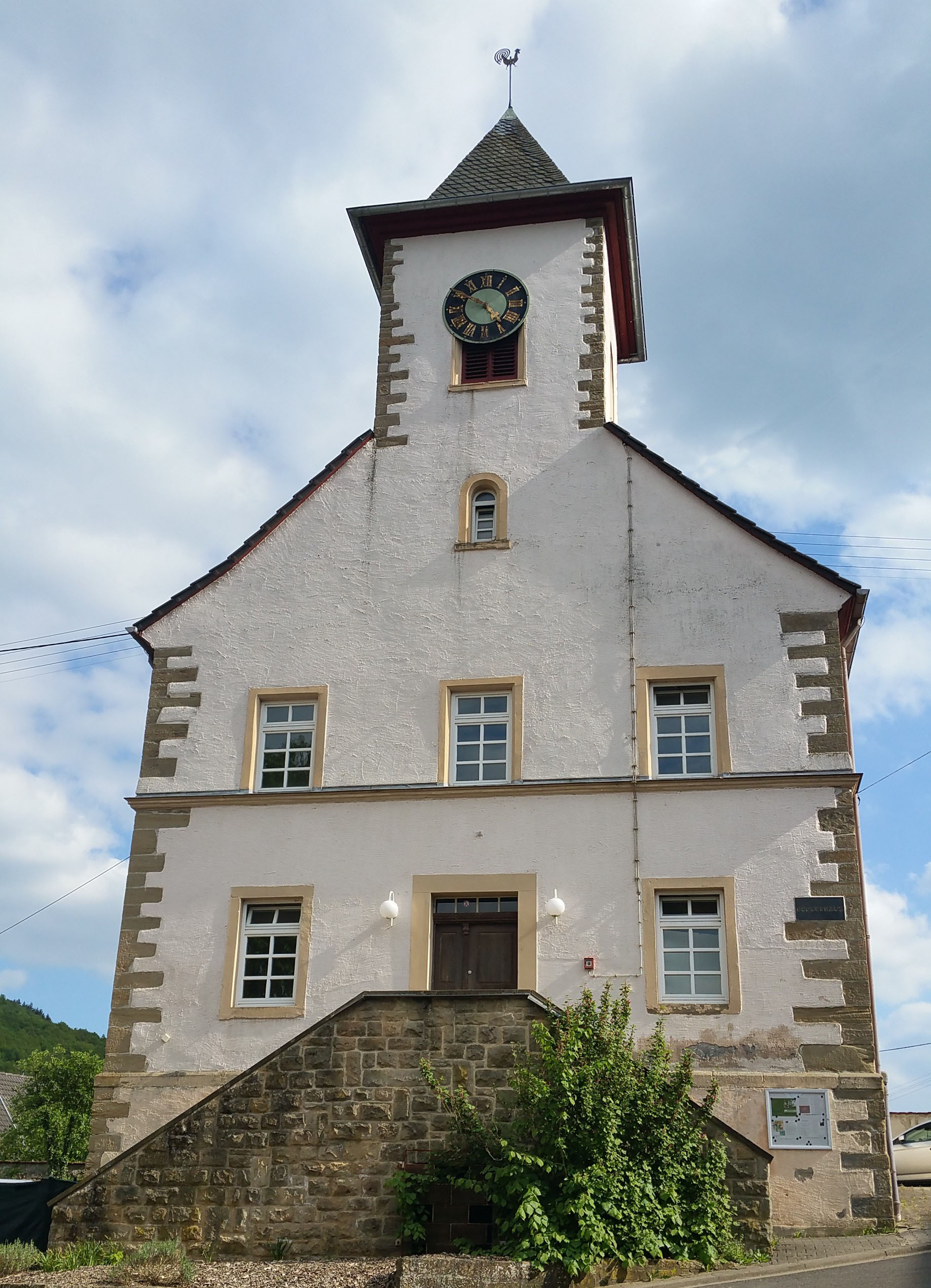
Ehemalige Schule Lohnweiler
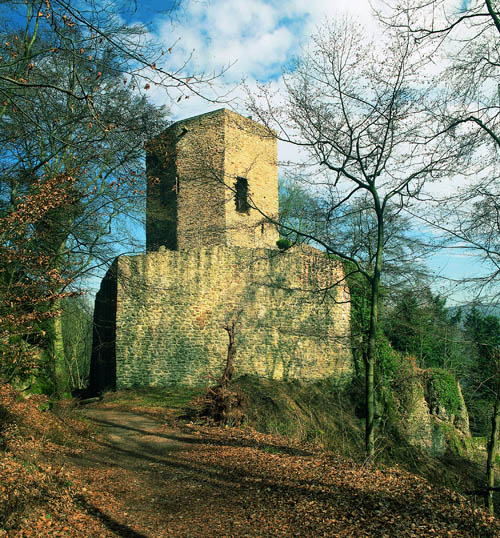
Burg Alt-Wolfstein